# إدوارد هايوارد
إدوارد هايوارد (بالإنجليزية: Edward Hayward)‏ هو عسكري أسترالي، ولد في 10 نوفمبر 1903، وتوفي في 13 أغسطس 1983.